# Josef Traxel
Josef Friedrich Traxel (* 29. September 1916 in Mainz; † 8. Oktober 1975 in Stuttgart) war ein deutscher Opernsänger (Tenor).

## Leben
Gesang stand zunächst nicht auf Traxels Lebensprogramm: Als er sein Studium an der Musikhochschule Darmstadt begann, belegte er Komposition und Dirigieren. Zu einer eigentlichen Gesangsausbildung kam es nicht. Als Kriegsteilnehmer debütierte er 1942 während eines Lazarettaufenthalts in Mainz „aushilfsweise“ als Ottavio in Mozarts Don Giovanni, von hellsichtigen Kritikern damals schon als junger Künstler mit großem Zukunftspotential erkannt. Nach Entlassung aus der Kriegsgefangenschaft begann seine Sängerkarriere in Nürnberg, wo er am Stadttheater als lyrischer Tenor engagiert wurde. 1952 entdeckte und berief ihn die Staatsoper Stuttgart, der er bis zu seinem Tod angehörte. 1954 wurde er dort zum Kammersänger ernannt.
Kaum ein anderer Tenor verfügte über ein so umfassendes Repertoire wie Traxel: Von lyrischen Partien in Mozart-Opern (Belmonte, Don Ottavio und Tamino) und im italienischen Fach (die führenden Tenorpartien in Rigoletto und Maskenball, Manon Lescaut und La Bohème) bis zum heldischen Fach in Wagner-Opern reichten seine Rollen; er galt als glänzender Don José in Carmen und großartiger Hans in der Verkauften Braut. Sein Spektrum umfasste Tenorpartien in Bach-Passionen und Haydn-Oratorien bis zu Ausflügen in den Bereich der Operette (Der Vogelhändler, Der letzte Walzer, Alt-Heidelberg). In zahlreichen Ur- und Erstaufführungen wirkte er mit, unter anderen in Antigonae von Carl Orff und Oedipus Rex von Igor Stravinsky in Stuttgart. Die Salzburger Festspiele 1952 hörten und sahen seine imponierende Bühnenerscheinung in der Liebe der Danae von Richard Strauss.
Zahlreiche Gastspiele und Tourneen führten Josef Traxel an alle wichtigen Opernhäuser Europas wie z. B. die Mailänder Scala und auch nach Nordamerika, wo er 1964 als Tenorstar bei der New York Concert Opera Association als Leicester in Donizettis Maria Stuarda auch als Interpret von Belcanto-Partien begeisterte (an der New Yorker Metropolitan Opera ist er hingegen nicht erschienen). Seit 1954 konnte er bei den Bayreuther Festspielen große Erfolge feiern, u. a. als Froh im Rheingold, Steuermann und Erik im Fliegenden Holländer, Walther von Stolzing in den Meistersingern. Auch als Konzertsänger, besonders in den Passionen von Johann Sebastian Bach, sowie als Liedsänger machte er sich einen Namen. Ab 1963 übernahm er eine Gesangs-Professur an der Stuttgarter Musikhochschule.
Die Grabstätte von Josef Traxel befindet sich auf dem Friedhof Feuerbach in Stuttgart (Grabfeld 46).

## Theater
- 1954: Richard Wagner: Tannhäuser und der Sängerkrieg auf Wartburg (Walther von der Vogelweide) – Regie: Wieland Wagner (Bayreuther Festspiele)
- 1955: Wolfgang Amadeus Mozart: Die Entführung aus dem Serail (Belmonte) – Regie: Carl-Heinrich Kreith (Deutsche Staatsoper Berlin)
- 1955: Wolfgang Amadeus Mozart: Don Giovanni (Don Ottavio) – Regie: ? (Deutsche Staatsoper Berlin)
- 1956: Richard Wagner: Der fliegende Holländer – Regie: ? (Oper Nizza, Frankreich)
- 1956: Richard Wagner: Parsifal (Erik) – Regie:  Wolfgang Wagner (Bayreuther Festspiele)
- 1957: Georg Friedrich Händel: Jephtha (Jephtha) – Regie: Günther Rennert (Staatsoper Stuttgart)
- 1957: Richard Wagner: Tristan und Isolde (Seemann) – Regie: Wolfgang Wagner (Bayreuther Festspiele)
- 1958: Richard Wagner: Lohengrin (Lohengrin) – Regie: Erich Witte (Deutsche Staatsoper Berlin)
- 1958: Giacomo Puccini: Madama Butterfly – Regie: Peter Neitsch (Deutsche Staatsoper Berlin)

## Diskografie (Auswahl)
- CD-Edition Josef Traxel / Hamburger Archiv für Gesangskunst (12 CDs in vier Boxen)
- Josef Traxel Raritäten und Funde / Hamburger Archiv (1 Sonder-CD zur Edition)
- Josef Traxel singt Arien (erschienen bei Uracant).
- Josef Traxel. Ein Portrait. Aufnahmen 1955-1961 (EMI).
- Tenorpartie in J.S. Bach: Weihnachtsoratorium 1958. Dir.: Kurt Thomas (EMI).
- Tenor-Arien in J.S. Bach: Johannespassion 1961. Dir.: Karl Forster (EMI).
- Ernesto in Gaetano Donizetti: Don Pasquale. Dir.: Werner Schmidt-Boelcke.
- Uriel in Joseph Haydn: Die Schöpfung 1960. Dir.: Karl Forster (EMI).
- Canio in Ruggiero Leoncavallo: Der Bajazzo (Querschnitt). Dir.: Wilhelm Schüchter (EMI).
- Fenton in Otto Nicolai: Die lustigen Weiber von Windsor. Dir.: Altmann.
- Merkur in Richard Strauss: Die Liebe der Danae 1952. Dir.: Clemens Krauss (Orfeo).
- Adriano in Richard Wagner: Rienzi 1957. Dir.: Lovro von Matacic (Living Stage / Hamburger Archiv).
- Steuermann in Richard Wagner: Der fliegende Holländer. Bayreuth 1955. Dir.: Joseph Keilberth (Teldec); Bayreuth 1955 Dir.: Hans Knappertsbusch (Cetra); Bayreuth 1956 Dir.: Joseph Keilberth (Melodram).
- Erik in Richard Wagner: Der fliegende Holländer. Bayreuth 1958. Dir: W.Sawallisch (Hamburger Archiv)
- Walther von der Vogelweide in Richard Wagner: Tannhäuser. Bayreuth 1954 Dir.: Joseph Keilberth (Teldec); Bayreuth 1955 Dir.: André Cluytens (Orfeo).
- Froh in Richard Wagner: Das Rheingold. Bayreuth 1956 und Bayreuth 1957. Dir.: Hans Knappertsbusch (Golden Melodram).
- Laca in Leoš Janáček: Jenůfa. Wien 1959 (Hamburger Archiv)
- Zivny in Leoš Janáček: Osud. Stuttgart 1958 (Hamburger Archiv)